# بوشيني شوكي
بوشيني شوكي (الاسم العلمي: Puccinia acanthi) هو نوع من الفطريات يتبع جنس البوشيني من فصيلة البوشينية.